# Københavns Idrætspark
 Ikke at forveksle med Parken.
Københavns Idrætspark (KI) er en tidligere selvejende kommunal administrationsenhed for hovedparten af de københavnske idrætsanlæg bl.a. Københavns Idrætspark (dagens Parken) og Østerbro Stadion. 
KI blev i 1911 oprettet som selvejende institution. KI byttede navn til Københavns Idrætsanlæg i 1993 og kom under Kultur- og Fritidsforvaltningen i 1998, blev kommunaliseret i 2005. I forbindelse med omorganiseringen af Kultur- og Fritidsforvaltningen 1. januar 2010 blev KI nedlagt og de enkelte idrætsanlæg lagt direkte under Kultur- og Fritidsforvaltningen. 
Idrætsparken på der benævntes Centralanlægget og populært kaldet Parken, blev anlagt af Københavns kommune i årene 1908-1914 på arealer, der i 1911 blev overdraget til institutionen Københavns Idrætspark for et tidsrum af 98 år. 
I 1969 overtog institutionen Københavns Idrætspark arealerne for centralanlægget og Københavns øvrige idrætsanlæg. Institutionens ledelse bestod af repræsentantskab og en bestyrelse. Formålet var at drive og administrere faciliteter primært til idrætten, men også til andre kommunale og kulturelle formål. 
Københavns Idrætspark administrerede i 1974 Centralanlægget, der bl.a. omfattede Østerbro stadion, Idrætshuset, Østerbro svømmehal, ejendommen på Østerbrogade med Parkteatret, Parkteatrets restaurant og selskabslokaler, træningslokaler og skydebaner, samt fodboldbanen ved Øster Allé og Per Henrik Lings Allé, samt hovedtribunen ved Per Henrik Lings Allé med fælledklublokaler og Østerbro Skøjtehal
Københavns Idrætspark administrerede også følgende anlæg:
- Sundby Idrætspark, anlagt 1923-24 af Københavns kommune og overdraget til Idrætsparken i 1925
- Idrætsanlægget ved Genforeningspladsen, anlagt af Københavns kommune 1922-23 og overdraget til Idrætsparken i 1929
- Ryparksbanerne, anlagt 1935-36 af Københavns Idrætspark med støtte af Københavns kommune
- Valby Idrætspark, taget i brug 1939
- Vanløse Idrætspark, taget i brug 1941
- Bavnehøjbanerne, taget i brug 1944 og udvidet med friluftsbad og hal i 1967-68
- Kløvermarksbanerne, taget i brug 1951 og i 1972 udvidet med omklædningsafdeling i Herjedalgade
- Bagsværd rostadion, taget i brug 1951-52
- Husum Idrætspark, taget i brug 1957
- Klosterhaven i Fælledparken, taget i brug 1954
- Bellahøj friluftsbad, taget i brug 1960
- Valby Idrætshal, taget i brug 1961
- Tingbjerg idrætsanlæg, taget i brug i 1962
- Søbadeanstalten Amager Helgoland, taget i brug 1965
- Sundby- og Emdrup svømmebade, taget i brug i 1966
- Hyltebjerghallen og Sundbyøster idrætsanlæg, taget i brug i 1971
- Amagerbro Idrætsanlæg, taget i brug i 1973.

## Inspektører ved Københavns Idrætspark
Denne liste er ufuldstændig; hjælp gerne med at udfylde den.
- Moritz Rasmussen 1914-1943.